# Břízolit

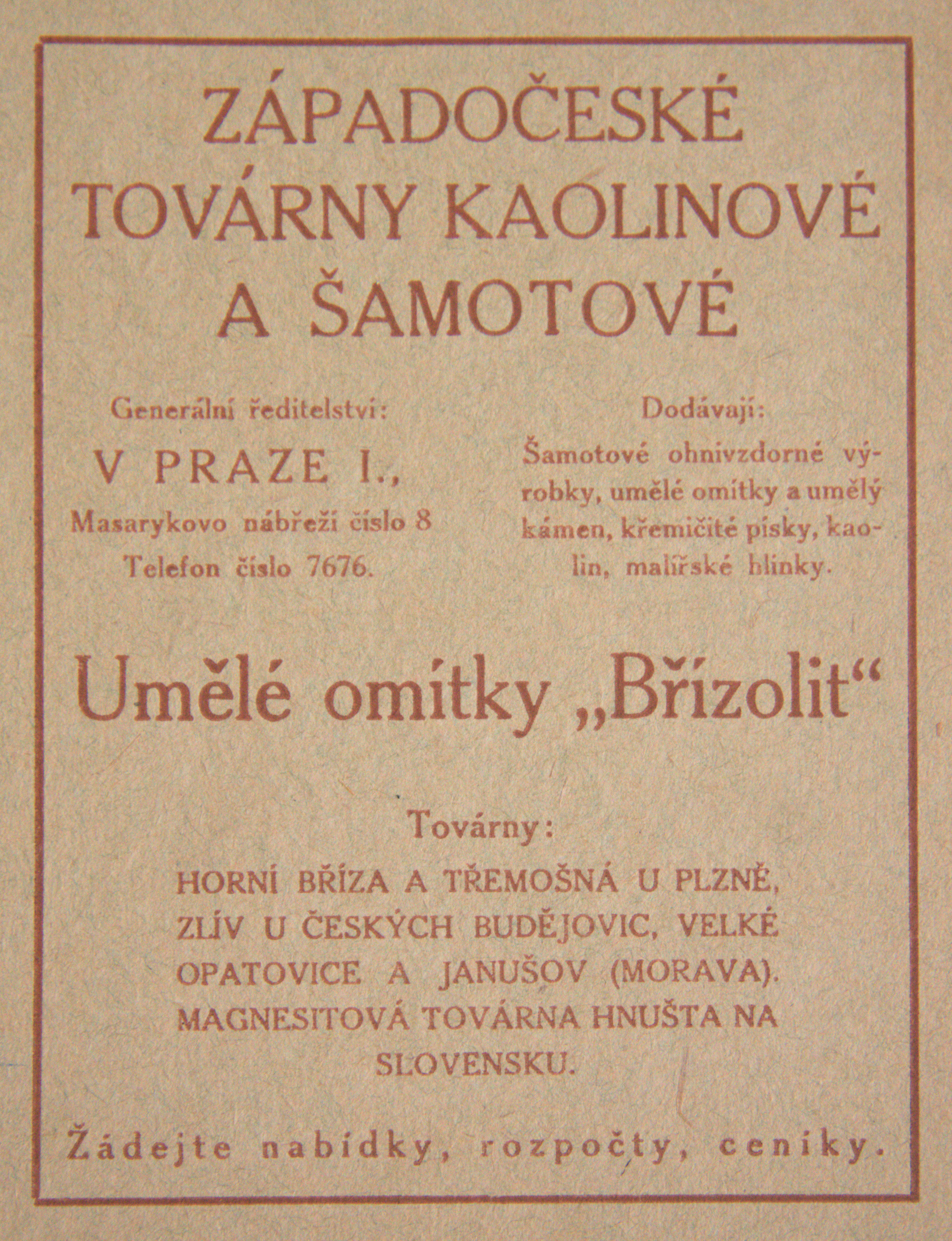
Reklama společnosti Západočeské továrny kaolinové a šamotové na umělou omítku Břízolit, 1922

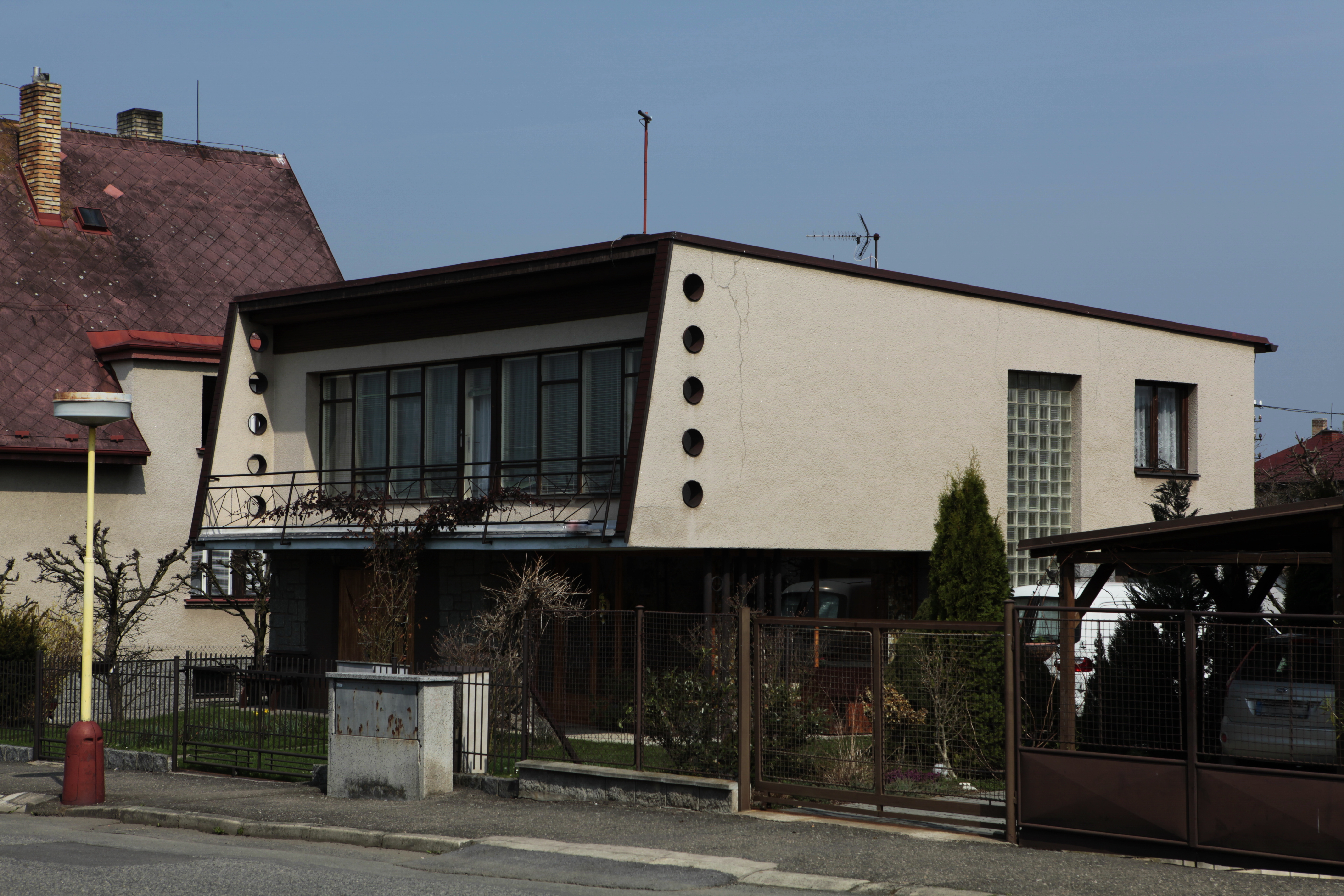
Břízolitová omítka na tzv. šumperáku

Břízolit, označovaný též břizolit, březolit nebo brizolit, je druh jednovrstvé cementové omítky, která se nanáší na zdrsněný podklad z jádrové omítky. Používá se zejména na vnějších fasádách budov. Lze se setkat i s názvem minerální škrábaná omítka, ale ten se používá u moderních stavebních hmot a rozhodně se nejedná o břízolit. Typický povrch břízolitové omítky je rovný, hrubý, s malými prohlubněmi o velikosti cca 0,5 × 0,5 cm a s drobnými lesklými ploškami slídy. Na břízolit se nenanáší žádná další vrstva.
Původní břízolit v Česku začala vyrábět v roce 1912 kaolinka a porcelánka v Horní Bříze na Plzeňsku, odkud pochází i název. V současnosti ho jako suchou maltovou směs dodává několik výrobců.
Směs se již dnes vyrábí průmyslově a dodává již jako hotová pytlovaná. Obsahuje kopaný písek o frakci 0 až 6 mm, hrubě drcenou slídu, vápenný hydrát a obyčejný nebo bílý cement. Nanáší se ručně, a to nahazováním a utažením hladítkem v jedné vrstvě od shora, čerstvé do čerstvého a následným škrábáním (druhý den). V současné době se nepoužívá, pro svou pracnost, nároků na počet sehraných pracovníků (při nahazování 2 pracovníci na každém patře lešení, 2 doprava materiálu a obsluha vrátku/výtahu, 2 míchání a 1 promíchávání karbu) a špatnou opravitelnost. Dobře provedená omítka má dlouhou trvanlivost. Druhá varianta je stříkaný břízolit. Nanáší se dvěma způsoby. a) namáčením rákosového svazku (vlastní výroba) do směsi a následnými údery o krátkou dřevěnou tyč proti fasádě; b) ručním mlýnkem, který má uvnitř gumové hroty, nebo ocelové planžety. Směs se používá o dost řidší, než při nahazování. Vzhledem k tomu, že se povrch dále neupravuje, nedochází k obnažení obsažené slídy a lesklým odrazům.
V Československu byl břízolit populární zejména v období první republiky a následně také v 60. a 70. letech. Tehdy se dostal kromě novostaveb také na mnohé starší budovy, z období první republiky během tzv. purizace nebo modernizace budov, které do té doby byly štukované a bohatě zdobené, ale jejich stav už neodpovídal dobovému vkusu, poničil jej zub času, nebo později lhostejnost majitelů.[zdroj?] Tradiční barevnost břízolitu odpovídá barevnosti pojiva a plniva, většinou jsou tedy pískové, šedé nebo bílé odstíny se slídou. Břízolit je možné přibarvit například barvou Fronton (stále se vyrábí) a podle přání investora zvýraznit některé architektonické prvky, obvykle špalety, šambrány nebo sokly.